# Ulf Meyer
Ulf Meyer (* 10. Oktober 1955 in Flensburg) ist ein deutscher Jazzmusiker (Gitarre) und Komponist.

## Wirken
Meyer kam früh in Kontakt mit der skandinavischen Art, Jazz mit Folk-Elementen zu spielen; das Melodische hat großen Einfluss auf seinen Gitarrenstil. Mit dem Gitarristen Christoph Oeding trat er lange im Duo auf; mit ihm konzertierte er auch 1994 beim Festival Jazz Baltica und legte 2006 das gemeinsame Album Early vor. Er hat eine Reihe von Aufnahmen mit instrumentalen Eigenkompositionen herausgebracht. Im Duo mit dem Bassisten Martin Wind, das seit 1999 besteht, veröffentlichte er elf Alben, teilweise zusammen mit Alex Riel. Weiterhin tritt er im Duo mit Bassist Lars Hansen auf.
Als Studiomusiker war er zudem für diverse CD-Library-Produktionen (SEL/Selected Sound/EMI) tätig. Als Filmkomponist verfasste er  Songs und Filmmusik für Rote Rosen, Die Rote Zora und weitere Kino- und Fernsehfilme. Er ist auch auf Alben von Manfred Maurenbrecher und Hannes Wader zu hören.

## Diskographie (Auswahl)
- 1994: The Baltic, mit Martin Wind (Bass)
- 1994: Just Because, mit Martin Wind (Bass); Line (Da Music)
- 2003: Luna Lounge; Selected Sound
- 2003: Kinnings, mit Martin Wind (Bass) und Alex Riel (Drums); Storyville (Membran)
- 2005: Feels Like Home, mit Martin Wind (Bass) und Alex Riel (Drums)
- 2012: Live im Orpheus, mit Martin Wind (Bass); Laika Records[5]
- 2018: Licorice & Beer, mit Martin Wind (Bass); Laika Records[6]
- 2022: Time Will Tell, mit Martin Wind (Bass), Billy Test (Klavier) und Alex Riel (Drums); Laika Records[7]